# Volunteer Point
Volunteer Point (en espagnol : Punta Voluntario) est un promontoire de la côte est de la Malouine orientale (Îles Malouines), au nord-nord-est de Port Stanley , et à l'est de la baie Accaron.

## Description
Volunteer Point se trouve à l'extrémité d'une péninsule étroite, qui protège Volunteer Lagoon. Il a reçu son nom en 1815, lorsque le navire phoquier Volunteer  y a laissé une partie de son équipage pour ramasser des peaux de phoque pendant qu'il partait chercher des opportunités ailleurs. Quatre ans plus tard, le 13 février 1820, le navire de recherche français L'Uranie a heurté un rocher submergé juste à côté de la pointe mais est resté à flot assez longtemps pour s'échouer dans la Baie Accaron. Tous à bord ont survécu, y compris la femme du capitaine, Rose de Freycinet, qui a enregistré l'incident dans son journal.
Volunteer Shanty, une dépendance bien entretenue qui était utilisée par les randonneurs jusqu'à il y a quelques années, est située à l'extrémité de la pointe.

## Guerre des Malouines
Volunteer Point est l'un des points les plus à l'est des îles, mais le cap Pembroke est le plus à l'est. Pendant la guerre des Malouines, les commandants argentins le considéraient comme un point de débarquement britannique potentiel car il était loin des bases aériennes continentales argentines (par exemple Rio Grande, Comodoro Rivadavia), et celles de Pebble Island et comme un point d'ancrage stratégique pour toute force britannique souhaitant reprendre Stanley. Cependant, les débarquements britanniques ont eu lieu dans la baie de San Carlos à l'ouest de la Malouine orientale, dans le détroit des Malouines.

## Faune

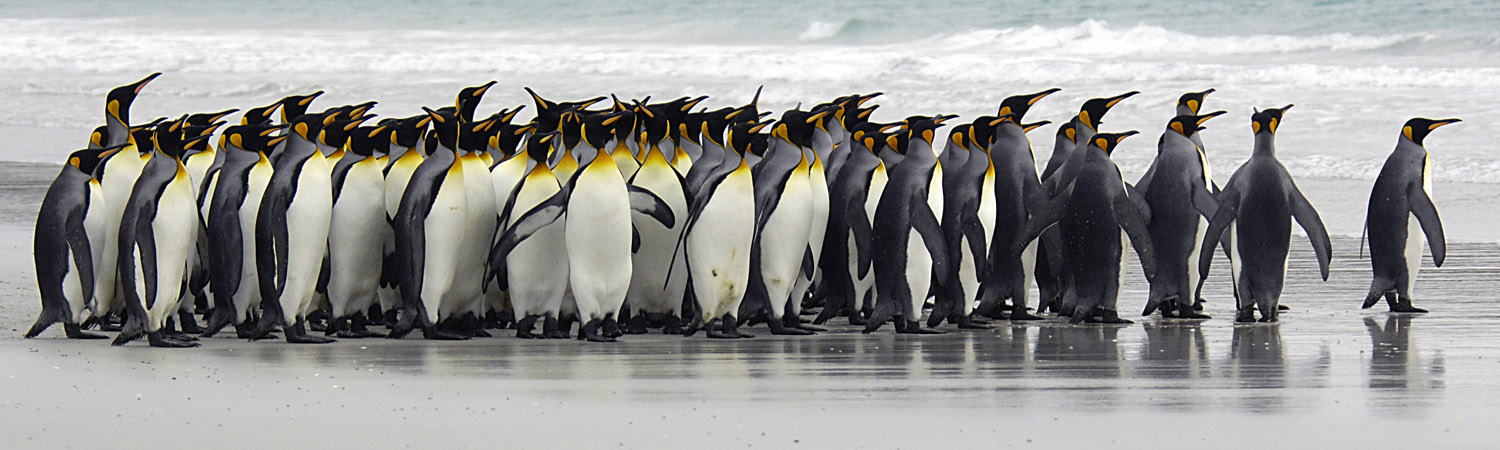
Manchots royaux se rassemblant sur la plage de Volunteer Point

Volunteer Point est remarquable pour avoir environ 2000 couples (en mars 2020) de manchots royaux se reproduisant ici, dans la partie la plus au nord de leur aire de répartition. Les manchots royaux étaient autrefois presque éteints dans les Malouines, et Volunteer Point contient la majeure partie de la population des Malouines. Il y a aussi des éléphants de mer du sud. Une autre colonie de manchots royaux, beaucoup plus petite, d'environ 20 couples environ, réside sur l'île Saunders. Ces manchots royaux sont venus aux Malouines en raison d'un surpeuplement, comme en témoigne la faible densité des plus grandes colonies de la Géorgie du Sud (île). Depuis lors, la colonie de Volunteer Point n'a cessé de croître depuis sa création en 1971. Les habitants des Malouines ont placé un anneau de roches blanches pour servir de barrière empêchant les touristes de s'en approcher trop près. Au fur et à mesure que la colonie continue de croître, les rochers sont placés un peu plus loin de leur emplacement d'origine afin d'élargir l'espace de vie des oiseaux. Si les rochers sont trop étalés, les locaux placent 1 ou plusieurs rochers pour combler les vides.
Volunteer Point a été identifié par BirdLife International comme une zone importante pour la conservation des oiseaux. Les oiseaux pour lesquels le site est important pour la conservation comprennent : le brassemer des Malouines (75 couples reproducteurs), l'ouette à tête rousse (100 couples), le manchot papou (3 600 couples en mars 2014), le manchot de Magellan (estimés à 2 500 couples en mars 2014) et le petit Mélanodère à sourcils blancs[réf. à confirmer],.

## Galerie

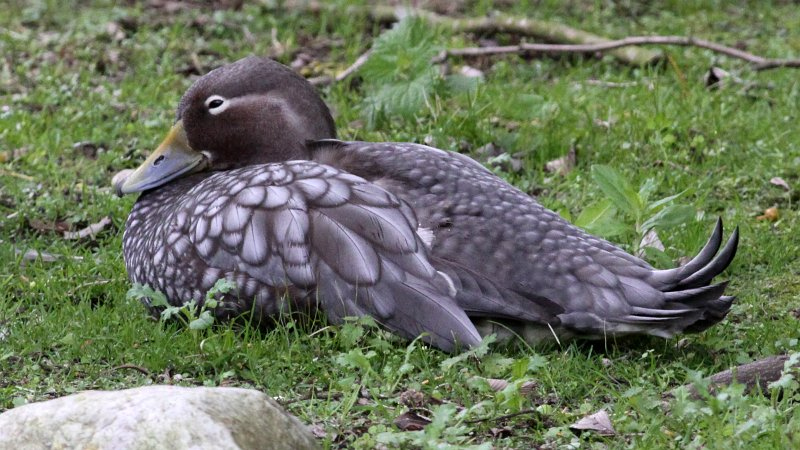
Brassemer des Malouines
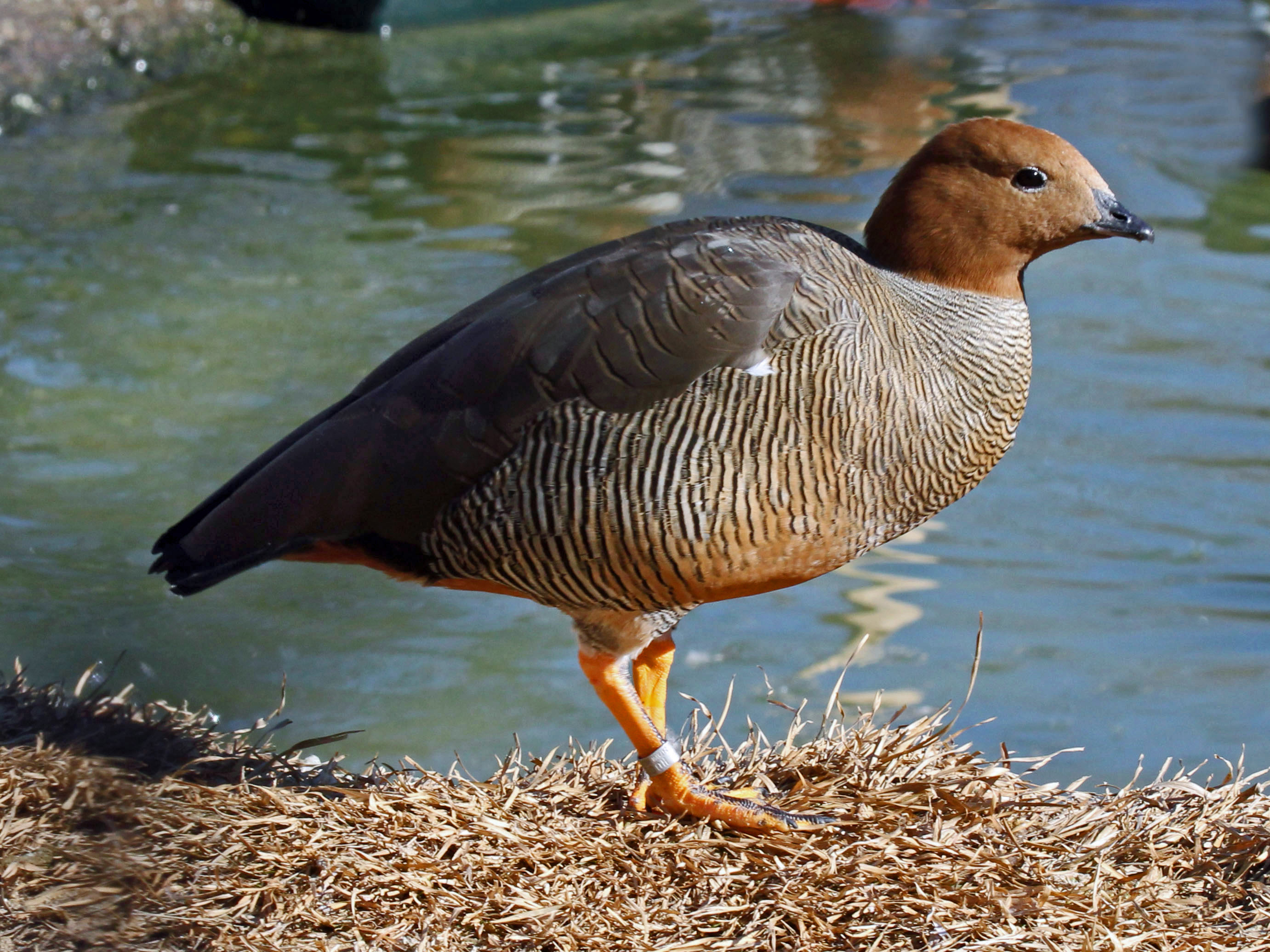
Ouette à tête rousse
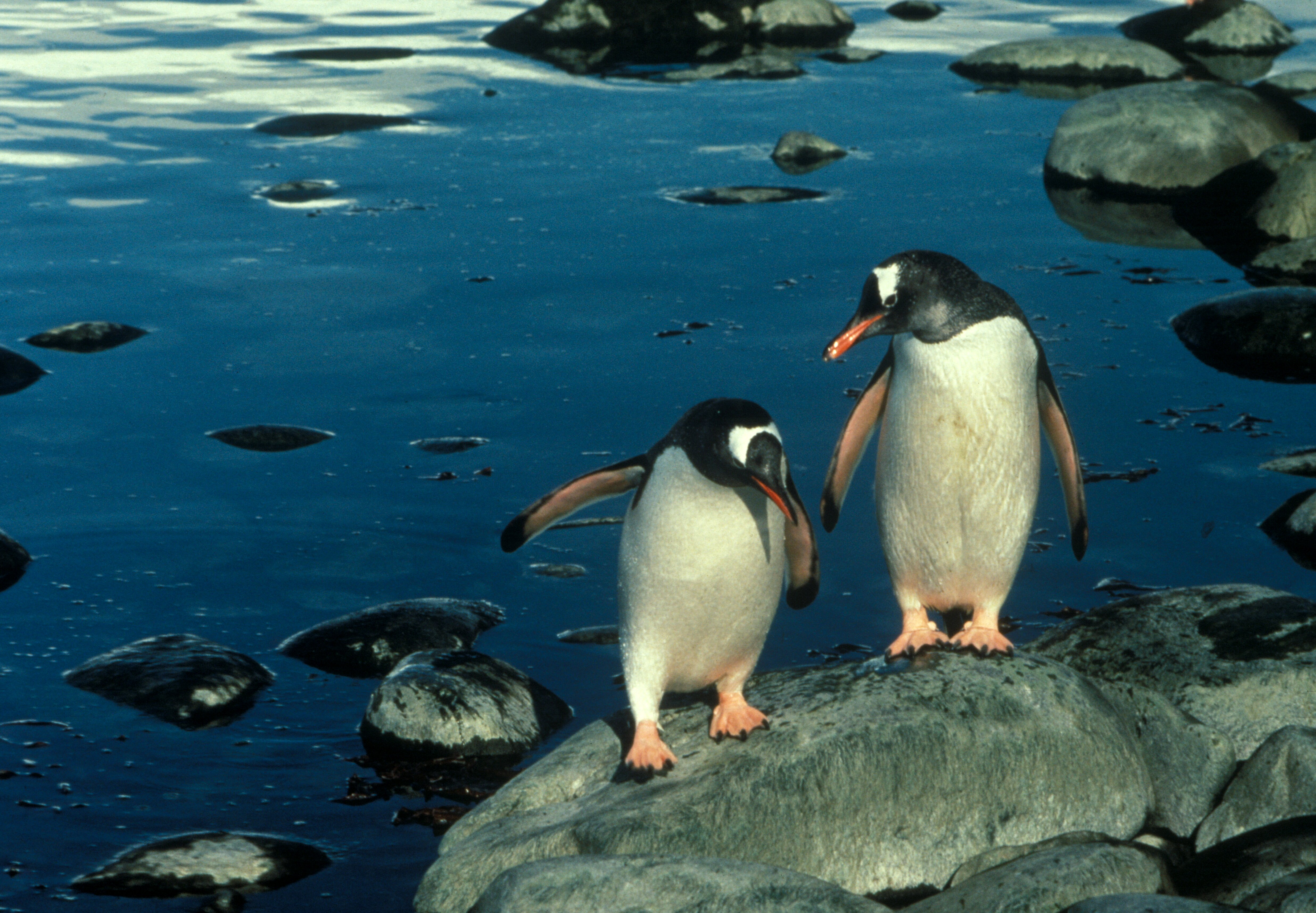
Manchots papous
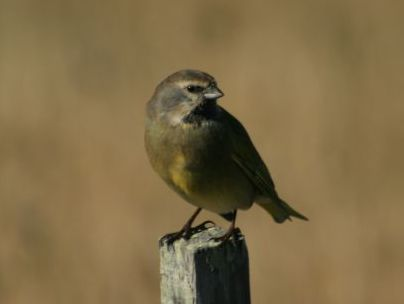
Mélanodère